# Skalky

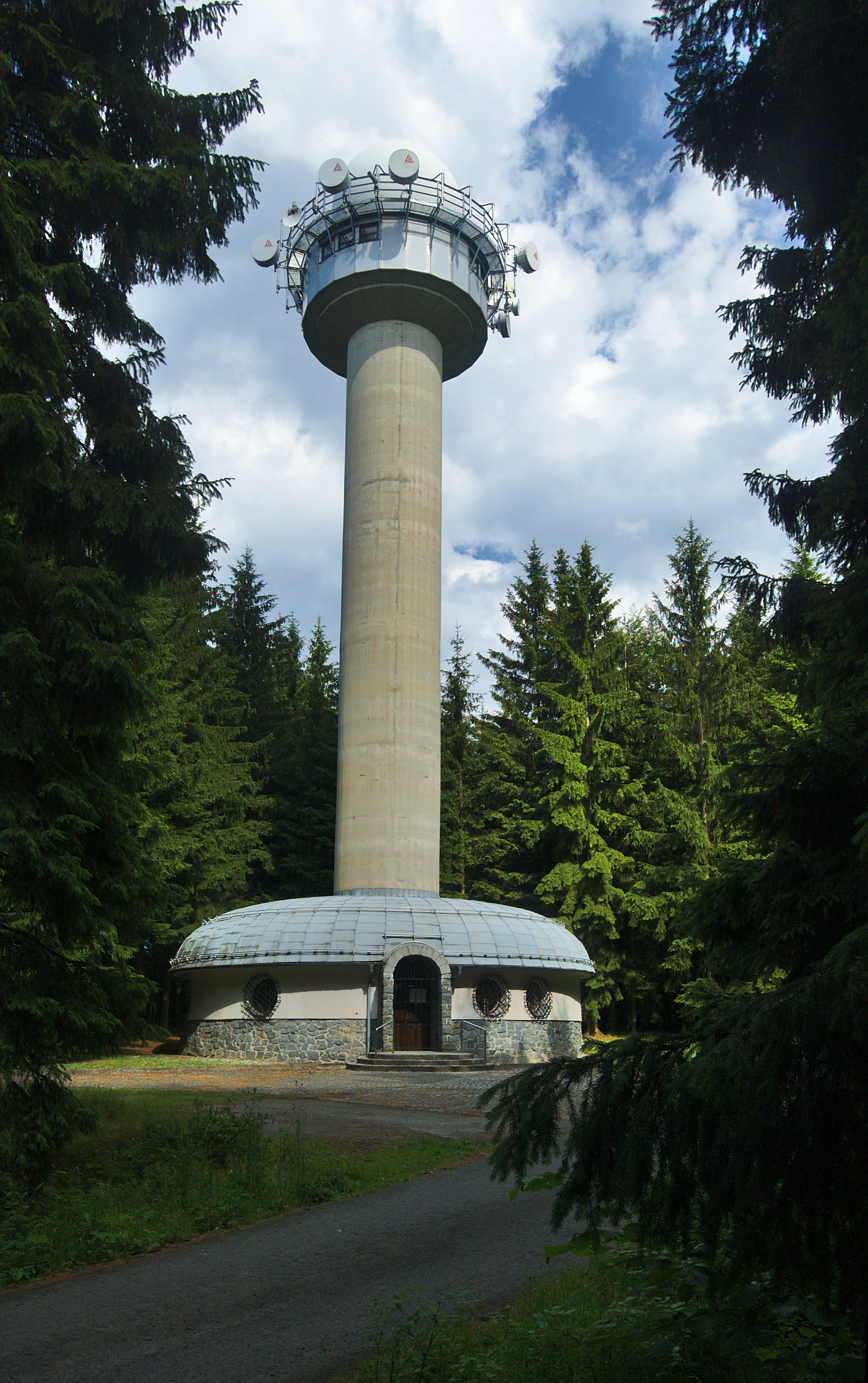
Meteoradar Skalky

Hora Skalky je nejvyšší bod Drahanské vrchoviny, který leží na katastrálním území obce Buková v okrese Prostějov. Jeho nadmořská výška činí 735 metrů.
Na hoře se nachází Meteorologický radar Skalky u Protivanova, který zaznamenává stav srážek nad Moravou a Slezskem.

## Přístup
- po modré značce z Pavlova (osada Benešova) nebo ze Skelné Huti mezi Žďárnou a Protivanovem (značka vede pod vrcholem)
- po žluté, následně modré značce z Protivanova.